# Doug McDermott
Douglas Richard "Doug" McDermott, né le 3 janvier 1992 à Grand Forks dans l'État du Dakota du Nord, est un joueur américain de basket-ball.
Il évolue au poste d'ailier voire d'ailier fort et est le fils de l'entraîneur des Bluejays de Creighton, Greg McDermott (en). McDermott est surtout connu pour la fiabilité de son tir à trois points.

## Biographie

### Carrière universitaire
Après avoir joué dans l'équipe de basket-ball du lycée d’Ames, Iowa aux côtés du meilleur lycéen du pays Harrison Barnes, il rejoint l'université Creighton, dont l'équipe de basket-ball des Creighton Bluejays est entraînée par son père.
Il s'impose tout de suite comme titulaire indiscutable, jouant 29 minutes par rencontre avec de très bonnes statistiques : 14,9 points et 7,2 rebonds. Sa progression est importante lors de sa deuxième saison : ses statistiques sont désormais de 22,9 points et 8,2 rebonds avec un pourcentage de réussite à trois points de 48 %.  En fin de saison il est désigné dans le cinq All-America de l'Associated Press.

### Carrière professionnelle

#### Bulls de Chicago (2014-2017)
McDermott est choisi en 11e place par les Nuggets de Denver lors de la draft 2014 de la NBA. La soirée de la draft, il est envoyé aux Bulls de Chicago avec Anthony Randolph contre les choix de draft de Chicago : Jusuf Nurkić et Gary Harris.

#### Thunder d'Oklahoma City (2017)
En février 2017, il fait partie d'un échange entre les Bulls et le Thunder d'Oklahoma City.

#### Knicks de New York (2017-2018)
En septembre 2017, McDermott et son coéquipier Enes Kanter sont envoyés aux Knicks de New York en échange de Carmelo Anthony.

#### Mavericks de Dallas (2018)
En février 2018, McDermott est envoyé aux Mavericks de Dallas dans un échange impliquant Emmanuel Mudiay des Nuggets de Denver et Devin Harris des Mavericks.

#### Pacers de l'Indiana (2018-2021)
Le 1er juillet 2018, il signe un contrat de 22 millions sur 3 ans avec les Pacers de l'Indiana. McDermott est l'un des meilleurs tireurs à trois points de la NBA.

#### Spurs de San Antonio (2021-2024)
Lors du marché des agents libres de 2021, Doug McDermott signe un contrat de 42 millions de dollars sur trois ans avec les Spurs de San Antonio,.

#### Retour aux Pacers de l'Indiana (2024)
En février 2024, il est transféré vers les Pacers de l'Indiana contre Marcus Morris et un second tour de draft.

#### Kings de Sacramento (depiuis 2024)
En octobre 2024, McDermott signe avec les Kings de Sacramento pour une saison.

## Statistiques

### Universitaires
| Saison    | Équipe    | Matchs | Titul. | Min./m | % Tir | % 3pts | % LF | Rbds/m. | Pass/m. | Int/m. | Ctr/m. | Pts/m. |
| --------- | --------- | ------ | ------ | ------ | ----- | ------ | ---- | ------- | ------- | ------ | ------ | ------ |
| 2010-2011 | Creighton | 39     | 39     | 29,1   | 52,5  | 40,5   | 74,6 | 7,21    | 1,15    | 0,28   | 0,10   | 14,90  |
| 2011-2012 | Creighton | 35     | 34     | 31,9   | 60,1  | 48,6   | 79,6 | 8,20    | 1,09    | 0,20   | 0,09   | 22,89  |
| 2012-2013 | Creighton | 36     | 36     | 31,6   | 54,8  | 49,0   | 87,5 | 7,67    | 1,58    | 0,22   | 0,06   | 23,17  |
| 2013-2014 | Creighton | 35     | 35     | 33,7   | 52,6  | 44,9   | 86,4 | 6,97    | 1,57    | 0,23   | 0,14   | 26,69  |
| Carrière  | Carrière  | 145    | 144    | 31,5   | 55,0  | 45,8   | 83,1 | 7,50    | 1,34    | 0,23   | 0,10   | 21,72  |

### Professionnelles
gras = ses meilleures performances

#### Saison régulière
| Saison    | Équipe        | Matchs | Titul. | Min./m | % Tir | % 3pts | % LF | Rbds/m. | Pass/m. | Int/m. | Ctr/m. | Pts/m. |
| --------- | ------------- | ------ | ------ | ------ | ----- | ------ | ---- | ------- | ------- | ------ | ------ | ------ |
| 2014-2015 | Chicago       | 36     | 0      | 8,9    | 40,2  | 31,7   | 66,7 | 1,19    | 0,17    | 0,11   | 0,03   | 3,03   |
| 2015-2016 | Chicago       | 81     | 4      | 23,0   | 45,2  | 42,5   | 85,7 | 2,41    | 0,73    | 0,17   | 0,07   | 9,43   |
| 2016-2017 | Chicago       | 44     | 4      | 24,5   | 44,5  | 37,3   | 88,1 | 2,95    | 1,02    | 0,25   | 0,09   | 10,16  |
| 2016-2017 | Oklahoma City | 22     | 1      | 19,5   | 45,2  | 36,2   | 70,6 | 2,23    | 0,59    | 0,09   | 0,05   | 6,59   |
| 2017-2018 | New York      | 55     | 1      | 21,3   | 46,0  | 38,7   | 75,5 | 2,44    | 0,91    | 0,18   | 0,22   | 7,18   |
| 2017-2018 | Dallas        | 26     | 3      | 22,9   | 47,8  | 49,4   | 85,7 | 2,54    | 1,12    | 0,35   | 0,15   | 9,04   |
| 2018-2019 | Indiana       | 77     | 1      | 17,4   | 49,1  | 40,8   | 83,5 | 1,42    | 0,87    | 0,23   | 0,10   | 7,32   |
| 2019-2020 | Indiana       | 69     | 0      | 19,9   | 48,8  | 43,5   | 82,8 | 2,52    | 1,13    | 0,17   | 0,07   | 10,29  |
| 2020-2021 | Indiana       | 66     | 29     | 24,5   | 53,2  | 38,8   | 81,6 | 3,35    | 1,29    | 0,30   | 0,09   | 13,62  |
| 2021-2022 | San Antonio   | 51     | 51     | 24,0   | 46,2  | 42,2   | 78,4 | 2,25    | 1,25    | 0,25   | 0,12   | 11,33  |
| 2022-2023 | San Antonio   | 64     | 0      | 20,5   | 45,7  | 41,3   | 75,7 | 2,20    | 1,40    | 0,20   | 0,10   | 10,20  |
| 2023-2024 | San Antonio   | 46     | 0      | 15,2   | 44,2  | 43,9   | 58,8 | 1,00    | 1,20    | 0,20   | 0,00   | 6,00   |
| 2023-2024 | Indiana       | 18     | 0      | 11,4   | 40,6  | 32,1   | 50,0 | 0,60    | 0,70    | 0,30   | 0,00   | 4,20   |
| Carrière  | Carrière      | 655    | 94     | 20,2   | 47,1  | 41,0   | 80,6 | 2,20    | 1,00    | 0,20   | 0,10   | 8,90   |

Mise à jour le 17 octobre 2024

#### Playoffs
| Saison   | Équipe        | Matchs | Titul. | Min./m | % Tir | % 3pts | % LF  | Rbds/m. | Pass/m. | Int/m. | Ctr/m. | Pts/m. |
| -------- | ------------- | ------ | ------ | ------ | ----- | ------ | ----- | ------- | ------- | ------ | ------ | ------ |
| 2015     | Chicago       | 3      | 0      | 3,2    | 33,3  | 50,0   | 100,0 | 0,67    | 0,33    | 0,00   | 0,00   | 1,67   |
| 2017     | Oklahoma City | 5      | 0      | 13,3   | 50,0  | 53,8   | –     | 1,00    | 0,20    | 0,20   | 0,20   | 5,00   |
| 2019     | Indiana       | 3      | 0      | 9,7    | 20,0  | 0,0    | 50,0  | 1,67    | 1,33    | 0,00   | 0,33   | 2,00   |
| 2020     | Indiana       | 4      | 0      | 13,6   | 26,7  | 20,0   | –     | 0,75    | 0,25    | 0,25   | 0,00   | 2,50   |
| 2024     | Indiana       | 10     | 0      | 6,4    | 45,5  | 37,5   | –     | 0,30    | 0,70    | 0,00   | 0,20   | 1,30   |
| Carrière | Carrière      | 25     | 0      | 8,9    | 36,8  | 32,5   | 66,7  | 0,70    | 0,60    | 0,10   | 0,20   | 2,40   |

## Records sur une rencontre en NBA
Les records personnels de Doug McDermott en NBA sont les suivants, :
| Type de statistique        | Saison régulière | Saison régulière          | Saison régulière | Playoffs | Playoffs             | Playoffs      |
| Type de statistique        | Record           | Adversaire                | Date             | Record   | Adversaire           | Date          |
| -------------------------- | ---------------- | ------------------------- | ---------------- | -------- | -------------------- | ------------- |
| Points                     | 31               | 2 fois                    | 2 fois           | 11       | @ Rockets de Houston | 19 avril 2017 |
| Paniers marqués            | 13               | Raptors de Toronto        | 19 février 2016  | 4        | @ Rockets de Houston | 19 avril 2017 |
| Paniers tentés             | 22               | @ Hornets de Charlotte    | 27 janvier 2021  | 7        | @ Celtics de Boston  | 14 avril 2019 |
| Paniers à 3 points réussis | 7                | 2 fois                    | 2 fois           | 3        | @ Rockets de Houston | 19 avril 2017 |
| Paniers à 3 points tentés  | 14               | Timberwolves du Minnesota | 30 octobre 2022  | 5        | @ Celtics de Boston  | 14 avril 2019 |
| Lancers francs réussis     | 10               | @ Grizzlies de Memphis    | 15 janvier 2017  | 2        | 2 fois               | 2 fois        |
| Lancers francs tentés      | 11               | @ Grizzlies de Memphis    | 15 janvier 2017  | 2        | 3 fois               | 3 fois        |
| Rebonds offensifs          | 4                | 4 fois                    | 4 fois           | 3        | @ Celtics de Boston  | 14 avril 2019 |
| Rebonds défensifs          | 8                | Raptors de Toronto        | 7 janvier 2017   | 2        | 2 fois               | 2 fois        |
| Rebonds totaux             | 10               | Raptors de Toronto        | 7 janvier 2017   | 4        | @ Celtics de Boston  | 14 avril 2019 |
| Passes décisives           | 5                | 3 fois                    | 3 fois           | 3        | Celtics de Boston    | 27 mai 2024   |
| Interceptions              | 3                | 2 fois                    | 2 fois           | 1        | 2 fois               | 2 fois        |
| Contres                    | 2                | 3 fois                    | 3 fois           | 1        | 4 fois               | 4 fois        |
| Balles perdues             | 4                | 3 fois                    | 3 fois           | 1        | 4 fois               | 4 fois        |
| Minutes jouées             | 42               | @ Nets de Brooklyn        | 17 mars 2018     | 19       | Rockets de Houston   | 23 avril 2017 |

- Double-double : 1
- Triple-double : 0

Dernière mise à jour : 15 août 2024

## Palmarès
- 2014 : 
  - Naismith Award
  - Wooden Award
  - Oscar Robertson Trophy
  - Adolph Rupp Trophy
  - Associated Press College Basketball Player of the Year
  - NABC Player of the Year
  - Sporting News Men's College Basketball Player of the Year
  - Lute Olson Award
  - joueur de l'année de la Big East Conference
- 2013 : joueur de l'année de la Missouri Valley Conference
- 2012 : joueur de l'année de la Missouri Valley Conference
- 2012 : Lute Olson Award
- 2011 : College basketball invitational (CBI)

## Salaires
Les gains de Doug McDermott en carrière sont les suivants :
| Saison      | Équipe                  | Salaire      |
| ----------- | ----------------------- | ------------ |
| 2014-2015   | Bulls de Chicago        | 2 277 960 $  |
| 2015-2016   | Bulls de Chicago        | 2 380 440 $  |
| 2016-2017   | Thunder d'Oklahoma City | 2 483 040 $  |
| 2017-2018   | Mavericks de Dallas     | 3 294 994 $  |
| 2018-2019   | Pacers de l'Indiana     | 7 333 334 $  |
| 2019-2020   | Pacers de l'Indiana     | 7 333 334 $  |
| 2020-2021   | Pacers de l'Indiana     | 7 333 333 $  |
| 2021-2022   | Spurs de San Antonio    | 13 750 000 $ |
| 2022-2023   | Spurs de San Antonio    | 13 750 000 $ |
| Total Gains | Total Gains             | 59 936 435 $ |
| 2023-2024   | Pacers de l'Indiana     | 13 750 000 $ |

- italique : option d'équipe